# African Meeting House
Das African Meeting House (auch First African Baptist Church, First Independent Baptist Church und Belknap Street Church, heute Museum of African American History) ist ein ehemaliges Kirchengebäude und heutiges Museum im Bostoner Stadtteil Beacon Hill im Bundesstaat Massachusetts der Vereinigten Staaten. Es ist seit 1966 Contributing Property des  Historic District Beacon Hill. Am 7. Oktober 1971 wurde es als Baudenkmal eigenständiger Relevanz in das National Register of Historic Places eingetragen. Seit dem 30. Mai 1974 hat das African Meeting House den Status einer National Historic Landmark.

## Allgemeine Beschreibung
Das 1806 vollständig von schwarzen Arbeitern errichtete, 40 ft (12,2 m) mal 48 ft (14,6 m) messende Gebäude befindet sich an der Nordflanke des Bostoner Beacon Hill. Es wurde im Federal Style für die African Baptist Church errichtet und weist mit seinen im Flämischen Verband verlegten, roten Ziegeln noch heute den Charakter des 19. Jahrhunderts auf. Die zur Straße gelegenen Gebäudefront weist vier elliptische Bögen auf, von denen die beiden mittleren über Eingangstüren verfügen. Ein aus Ziegeln bestehendes Gesims führt unterhalb des Dachüberstands des mit Schiefer gedeckten Daches um das gesamte Gebäude.
Der große Versammlungssaal des Gebäudes erstreckt sich über zwei Stockwerke. Ein elliptisch geführter doppelter Treppenaufgang führt vom Untergeschoss zum Foyer und weiter zur Empore. Noch heute befinden sich die originalen Kirchenbänke sowie eine erhöhte Altar-Plattform im Saal. Auf der Empore bieten drei treppenförmig angeordnete Reihen Kirchenbänke weitere Sitzplätze.
Nachdem eine jüdische Gemeinde das Gebäude Anfang des 20. Jahrhunderts erworben hatte, nahm sie kleinere bauliche Veränderungen – unter anderem an der Beleuchtung – vor, jedoch ohne den Gesamtcharakter des Bauwerks wesentlich zu beeinflussen. 1972 kaufte die Organisation Museum of Afro American History, Inc. das Gebäude und führte Reparaturen und Restaurierungsarbeiten durch. Ein Feuer beschädigte im Februar 1973 das Dach und große Teile der Inneneinrichtung, sodass die Geldmittel für die Restaurierung aufgestockt werden mussten; das National Register of Historic Places unterstützte die Arbeiten mit 12.500 US-Dollar (heute ca. 76.000 Dollar). Das älteste noch bestehende afroamerikanische Kirchengebäude der Vereinigten Staaten wird heute als Museum, Bibliothek und Archiv genutzt.

## Historische Bedeutung
Bevor am 8. August 1805 vom Pfarrer Thomas Paul und 20 weiteren Personen mit der First African Baptist Church die erste afroamerikanische Kirchengemeinde gegründet wurde, nahmen die schwarzen Einwohner von Boston an Gottesdiensten in Kirchen der weißen Bevölkerung teil. Das architektonisch einfach gehaltene Gebäude wurde ausschließlich von Schwarzen errichtet. Thomas Paul war bis 1829 der erste Pfarrer der Gemeinde.
Da das Gebäude das einzige im Eigentum von Schwarzen war, das aufgrund seiner Größe entsprechende Räumlichkeiten bot, entwickelte es sich schnell zum Treffpunkt für Gemeinschaftsaktivitäten und religiöse Zeremonien dieses Teils der Bostoner Bevölkerung. Mit der Einführung eigener Gotteshäuser wurde den vom politischen Leben und teilweise auch von Bildungsangeboten ausgeschlossenen schwarzen Einwohnern erstmals Gelegenheit gegeben, eigene Führungsstrukturen zu entwickeln und Fortbildungen zu organisieren. Daher stellten die Kirchen bis in das 20. Jahrhundert hinein ein sehr wichtiges Element im Leben der Schwarzen dar. Das African Meeting House in Beacon Hill ist das älteste seiner Art in den gesamten Vereinigten Staaten.